# Долинівка (Мильковский район)
Долинівка (рос. Долиновка) — село у Мільковському районі Камчатського краю Російської Федерації.
Населення становить 315 (2010)  осіб. Входить до складу муніципального утворення Мільковське сільське поселення.

## Історія
До 1 червня 2007 року у складі Камчатської області, відтак у складі Камчатського краю. Згідно із законом від 25 лютого 2005 року органом місцевого самоврядування є Мільковське сільське поселення.

## Населення
| 1938 | 1962 | 1979 | 2002 | 2010 |
| ---- | ---- | ---- | ---- | ---- |
| 173  | ↗448 | ↗474 | ↘403 | ↘315 |